# Paul Arizin
Paul Joseph Arizin (Philadelphia, Pennsylvania, 1928. április 9. – Springfield Township, Pennsylvania, 2006. december 12.), becenevén „Pitchin’ Paul”, amerikai kosárlabdázó, aki teljes pályafutását a National Basketball Associationben (NBA), a Philadelphia Warriors csapatánál töltötte, 1950-től 1962-ig.
Visszavonulásakor az NBA történetének harmadik legtöbb pontot szerző játékosa volt (összesen 16 266 ponttal), és bekerült az NBA 25., 50. és 75. évfordulós csapatába is. Mielőtt az NBA-ben játszott volna, a Villanovai Egyetem kiváló pontszerzője volt, majd a Warriors draftolta őt a még fejlődő ligába.

## Statisztika

### NBA

#### Alapszakasz
| Év         | Csapat                | JM  | JP/M  | MG%   | BD%  | LP/M | GP/M | P/M   |
| ---------- | --------------------- | --- | ----- | ----- | ---- | ---- | ---- | ----- |
| 1950–1951  | Philadelphia Warriors | 65  | —     | .407  | .793 | 9,8  | 2,1  | 17,2  |
| 1951–1952  | Philadelphia Warriors | 66  | 44,5* | .448* | .818 | 11,3 | 2,6  | 25,4* |
| 1954–1955  | Philadelphia Warriors | 72  | 41,0* | .399  | .776 | 9,4  | 2,9  | 21,0  |
| 1955–1956† | Philadelphia Warriors | 72  | 37,8  | .448  | .810 | 7,5  | 2,6  | 24,2  |
| 1956–1957  | Philadelphia Warriors | 71  | 39,0  | .422  | .829 | 7,9  | 2,1  | 25,6* |
| 1957–1958  | Philadelphia Warriors | 68  | 35,0  | .393  | .809 | 7,4  | 2,0  | 20,7  |
| 1958–1959  | Philadelphia Warriors | 70  | 40,0  | .431  | .813 | 9,1  | 1,7  | 26,4  |
| 1959–1960  | Philadelphia Warriors | 72  | 36,4  | .424  | .798 | 8,6  | 2,3  | 22,3  |
| 1960–1961  | Philadelphia Warriors | 79  | 37,2  | .425  | .833 | 8,6  | 2,4  | 23,2  |
| 1961–1962  | Philadelphia Warriors | 78  | 35,7  | .410  | .805 | 6,8  | 2,6  | 21,9  |
| Összesen   | Összesen              | 713 | 38,4  | .421  | .810 | 8,6  | 2,3  | 22,8  |
| All Star   | All Star              | 9   | 22,9  | .466  | .806 | 5,2  | 0,7  | 15,2  |

#### Rájátszás
| Év       | Csapat                | JM | JP/M | MG%  | BD%  | LP/M | GP/M | P/M   |
| -------- | --------------------- | -- | ---- | ---- | ---- | ---- | ---- | ----- |
| 1951     | Philadelphia Warriors | 2  | —    | .519 | .813 | 10,0 | 1,5  | 20,5  |
| 1952     | Philadelphia Warriors | 3  | 40,0 | .453 | .879 | 12,7 | 2,7  | 25,7  |
| 1956†    | Philadelphia Warriors | 10 | 40,9 | .450 | .838 | 8,4  | 2,9  | 28,9* |
| 1957     | Philadelphia Warriors | 2  | 11,0 | .375 | .600 | 4,0  | 0,5  | 4,5   |
| 1958     | Philadelphia Warriors | 8  | 38,6 | .391 | .778 | 7,8  | 2,0  | 23,5  |
| 1960     | Philadelphia Warriors | 9  | 41,2 | .431 | .873 | 9,6  | 3,7  | 26,3  |
| 1961     | Philadelphia Warriors | 3  | 41,7 | .328 | .697 | 8,7  | 4,0  | 22,3  |
| 1962     | Philadelphia Warriors | 12 | 38,3 | .375 | .863 | 6,7  | 2,2  | 23,2  |
| Összesen | Összesen              | 49 | 38,6 | .411 | .829 | 8,2  | 2,6  | 24,2  |

## Fordítás
Ez a szócikk részben vagy egészben  a   Paul Arizin című angol Wikipédia-szócikk ezen változatának fordításán alapul.  Az eredeti cikk szerkesztőit annak laptörténete sorolja fel. Ez a jelzés csupán a megfogalmazás eredetét és a szerzői jogokat jelzi, nem szolgál a cikkben szereplő információk forrásmegjelöléseként.